# Valvatida
Valvatida – rząd rozgwiazd, charakteryzujących się dużymi płytkami brzeżnymi, obecnością przyssawek na nóżkach ambulakralnych oraz paksili (elementy szkieletu złożone z guzka z koroną drobnych kolców na szczycie) na stronie aboralnej.

## Systematyka
W rzędzie wyróżniane są następujące rodziny:
- Acanthasteridae
- Archasteridae
- Asterinidae
- Asterodiscididae
- Asteropseidae
- Chaetasteridae
- Ganeriidae
- Goniasteridae
- Leilasteridae
- Mithrodiidae
- Odontasteridae
- Ophidiasteridae
- Oreasteridae
- Podosphaerasteridae
- Poraniidae
- Pseudarchasteridae
- †Sphaerasteridae